# Спортна журналистика
Спортната журналистика е дял от журналистиката, който отразява социалните и професионалните аспекти на спорта.
Първото периодично издание, специализирано на спортна тематика, е Американското списание за конни надбягвания и спорт (на английски: American Turf Register and Sporting Magazine). То излиза в САЩ от 1829 г. и публикува новини, и резултати за конни надбягвания, и бокс.
Първото българско спортно издание е „Български колоездач“. За пръв път излиза от печат на 15 април 1899 г.